# Asen Zlatev
Asen Ivanov Zlatev (in bulgaro Асен Иванов Златев?; 23 maggio 1960) è un ex sollevatore bulgaro.

## Palmarès

### Olimpiadi
- 1 medaglia:
  - 1 oro (Mosca 1980 nei -75 kg).

### Mondiali
- 7 medaglie:
  - 3 ori (Mosca 1980 nei -75 kg; Lubiana 1982 nei -82,5 kg; Sofia 1986 nei -82,5 kg)
  - 3 argenti (Lilla 1981 nei -82,5 kg; Mosca 1983 nei -82,5 kg; Södertälje 1985 nei -82,5 kg)
  - 1 bronzo (Ostrava 1987 nei -82,5 kg).

### Europei
- 8 medaglie:
  - 5 ori (Belgrado 1980 nei -75 kg; Lubiana 1982 nei -82,5 kg; Vitoria 1984 nei -82,5 kg; Katowice 1985 nei -82,5 kg; Reims 1987 nei -82,5 kg)
  - 3 argenti (Lilla 1981 nei -82,5 kg; Mosca 1983 nei -82,5 kg; Karl-Marx-Stadt 1986 nei -82,5 kg).